# 埃里克·克莱普顿
艾力·帕特里克·克莱普顿，CBE（1945年3月30日—），是一位英國音樂家、歌手及詞曲作家。外號「吉他上帝」。他曾經獲得過18座葛萊美獎，是20世纪最成功的音樂家之一，目前唯一獲得三個摇滚名人堂成就的藝人，一次為個人獨唱，另外二次在雛鳥樂隊和奶油樂隊。他是有史以来最偉大的吉他手之一，《滾石杂志》评选的史上百大吉他手在2003年評選列為史上的第4名，2011年滾石雜誌一百大吉他手評選列為史上的第2名，滾石雜誌發表的百大摇滚艺术家里面排名53位。《吉普森吉他》的“史上50大吉他手”排名第4。他在2009年時代雜誌的“十佳電吉他演奏員”中名列第5。全英音樂獎1987年傑出貢獻獎，2004年被英國皇室授予白金漢宮CBE勳章，2017年法國授予藝術與文學勳章。1998年創立安提瓜島十字路口中心，慈善機構用來安置酒精中毒和吸毒者的治療。
雖然克莱普顿的曲風多變，但是他的大部分作品还是基于藍調根源的風格。他是一个音乐的改革者，他的主要贡献，包括對於藍調的堅持而離開漸漸趨向流行樂的雛鳥樂隊，他是藍調摇滚的先驅，在離開雛鳥樂團後，加入約翰·瑪雅以英國藍調音樂為主的约翰·瑪雅和藍調破壞者樂團期间，以及後來以藍調為基調的迷幻摇滚在奶油樂隊時期，再到盲目信仰乐團。他成功地從三角洲藍調先驅羅伯·強生代表作歌曲十字路口藍調在奶油樂隊時期發行專輯，到後來收錄在專輯《我和羅伯·強生先生》。音乐风格後來也多種嘗試變化從藍調到藍調搖滾再到流行摇滚。 
代表作歌曲有〈改變世界〉和〈萊拉〉，專輯有《朝聖者》和《萊拉和其他情歌》及雷鬼樂代表作我射殺了警長在1974年專輯《461海洋林蔭大道》，得到重大的成功，銷售量有黃金認證，其中重新詮釋雷鬼樂之父巴布·馬利的我射殺了警長也得到告示牌熱門單曲第一，幫助雷鬼音樂進入到大眾市場，克萊普頓詮釋此曲在2003年被入選葛萊美名人堂。

## 克莱普顿早期经历
艾力·克萊普頓出生於英格蘭薩里郡的里普利村，是年僅16歲的派特麗夏·莫利·克萊普頓和25歲的加拿大士兵愛德華·瓦特·弗賴爾的私生子。弗賴爾在小克萊普頓出生前就上了戰場，之後回到了加拿大，留下了當時的小埃裡克在派特麗夏的老家裡普利。
克萊普頓由他的祖母羅斯和她的第二個丈夫傑克一起撫養，並相信他們就是他的父母，而他的親生母親是他的姐姐（所以他姓克萊普頓）。幾年以後，他的母親和另一個加拿大士兵結婚了，搬到了加拿大，將埃裡克留給了他的祖父母。在克萊普頓9歲的時候，他發現了自己身世的秘密，毫無疑問，這是他人生的一個轉捩點。後來他將他的感受寫在了他的一首經典流行歌曲《我父親的眼睛》中。
克萊普頓長大了，變得安靜，害羞，孤獨，用他自己的話來說是一個「令人討厭的孩子」。 他在薩比頓的一所中學就讀。他的第一份工作是郵遞員。在13歲生日的時候，他收到了一份禮物是一把hoyer的民謠吉他。他努力地跟著卡帶機練習，然而他發現演奏這件樂器是如此困難，以致他幾乎放棄。在中學畢業後，他於1962年在金斯頓藝術大學（金斯頓大學的前身）學習了藝術基礎課程。一年後，他並沒有堅持完成學業，而離開學校。在那個時期，他開始在泰晤士河邊的金斯頓和里奇蒙等地區進行街頭表演。17歲時克萊普頓加入了他的第一支樂隊「the roosters」，這是一支英國早期的節奏藍調樂隊，他在那裡從1963年的1月一直呆到了同年8月。同年10月，他和「凱西·鐘斯和工程師樂隊」一起做了7場表演。

### 雛鳥乐队及约翰·瑪雅和藍調破坏者乐队
克萊普頓於1963年加入了雛鳥樂隊，這是一支受藍調影響的搖滾樂團，他在那裡一直呆到1965年3月。受到芝加哥藍調以及藍調吉他手，如巴迪·蓋伊、弗雷德·金和B.B.金的影響下，克萊普頓形成了自己獨特的藍調風格，並很快成為英國音樂圈經常談論的吉他手之一。樂隊最初為一些唱片演奏藍調音樂，名氣越來越大後，取代了滾石樂隊，成為倫敦里士滿區的Crawdaddy俱樂部常駐樂隊。他們和美國藍調樂手索尼男孩•威廉姆森二世一起在英格蘭進行了巡迴演出，並在1963年12月錄製了一張唱片，但是該唱片一直延遲到1965年才正式發行，這張專輯的名字為《London 63'-The First Recodings》。1965年，克萊普頓離開了樂隊，他在雛鳥樂隊獲得了第一個成功，當時代表作品單曲為:早安，女學生。
克莱普顿继续在藍調音乐上探索，但是他对雛鳥乐队转向流行音乐发展有所不满，部分原因是因为「为了你的爱」是由流行歌曲作者格雷厄姆·古爾德曼创作的。克莱普顿在1965年3月25日單曲發行當日突然離開樂團，並向乐队推荐吉他手吉米·佩奇接替他的位置，但是当时的佩奇不愿意放弃他的独立音乐人的发展前景和錄音室樂師的優渥收入，因此他推荐了杰夫·贝克，后来佩奇也加入了该乐队。
离开雛鳥乐队后，克莱普顿于1965年4月加入了《约翰·瑪雅和藍調破坏者乐队》。他在夜总会的火爆演出和影响巨大的唱片《藍調破坏者》使他成为举世闻名的藍調吉他手。当时伦敦的所有地铁站都被他们的狂热爱好者写下了(克莱普顿是上帝)的称号，可见当时克莱普顿在英国音乐界巨大的影响力！

### 奶油樂團
1966年中期，克萊普頓離開藍調破壞者樂隊，他的繼任是彼得·格林。在這期間，他組織了一個名為the glands的樂團在歐洲許多國家巡演。之後，他創建了奶油樂團，該樂隊是最早的超級樂團之一。當時的成員有傑克·布魯斯和金格·貝克。在建立該樂隊之前，克萊普頓在美國仍然無名。因為他在「為了你的愛」登上美國《告示牌》流行音樂榜前十名之前離開了雛鳥樂隊。在奶油樂隊時期，除了繼續擔任吉他手的角色，他開始向歌手和作曲的方向發展，以藍調音樂為主，他的大部分作品的歌詞作者是佩特·布朗。奶油樂隊於1966年7月29日在曼賈斯特舉行了第一次小規模公演，之後在首次在“溫莎爵士和布魯斯音樂節”正式登臺演出。奶油樂隊在原來的搖滾上加以變化和革新，他們高水準的現場演出掀起了全場觀眾的激情。
1967年初，隨著吉米·亨德里克斯的到來，他那出神入化，並且充滿了想像力的技巧，使得克萊普頓在英國第一吉他手的地位受到了挑戰。亨德里克斯參加了奶油樂隊1966年10月1日在威斯敏斯特大學舉行的一場演出。雖然克萊普頓仍然被認為是英國音樂界最好的吉他手，亨德里克斯的到來對克萊普頓的下一步計畫有很深的影響。克萊普頓和亨德里克斯的友誼一直維持到1970年亨德里克斯突然逝世。
奶油乐队的演出曲目风格多样，不管是流行音乐「我感受自由」还是冗长的藍調音乐「满勺」（这首曲子的原唱为嚎叫野狼），都有克莱普顿精彩热辣的吉他旋律、藍調优美流畅的低音贝斯和贝克强劲有力的鼓声。
仅仅二年时间，奶油乐队就获得了巨大的成功，销售了1500万张唱片并且在欧洲和美国巡回演出，获得成功。他们革新了摇滚音乐，成为既具备音乐艺术性，又广受听众欢迎乐队之一。他们在美国的热门单曲包括「爱的阳光」、「白色房间」和「十字路口藍調」。
儘管奶油樂隊在當時廣受歡迎，是最成功的幾支樂隊之一，同時對於克萊普頓的讚譽也達到了一個新的高度，但是樂隊維持的時間並不長。貝斯手傑克·布魯斯和鼓手金格·貝克之間持續的音量大聲幹擾，加深的矛盾導致樂隊的解體。另一個因素是《滾石雜誌》批評了奶油樂團在美國的音樂會，大大打擊了克萊普頓。當時「The Band」發行了一張名為《粉紅的音樂》的唱片，被輿論界認為將搖滾樂帶到了新的方向。克萊普頓對他們的音樂大為著迷甚至要求加入他們，可惜被拒絕了。
奶油乐队告别大碟，《再见》，是1968年10月19日在美国洛杉矶举行的现场演唱会的录音，在奶油乐队解散后不久发行。其主打曲是「徽章」，由克莱普顿和乔治·哈里森联手创作。哈里森是克莱普顿在雛鳥乐队期间结识的朋友。这张专辑仍然在英国得到了亚军的地位。
1993年，奶油樂隊的成員再度聚首，為紀念他們載入搖滾音樂名人堂而演出。另一次克萊普頓、布魯斯和貝克三重奏的完美演出是在2005年5月倫敦皇家亞伯特大廳，連演4場，門票銷售一空。之後同年10月在紐約麥迪森廣場花園演出3場。2005年5月發行了演唱會現場錄音大碟。

### 盲目信仰樂團及德萊尼和邦妮和朋友们乐队
盲目信仰乐團是克莱普顿成立于1969年的另一支超级乐团，只维持了很短时间，成员包括金格·贝克，史蒂夫·温伍德和呂克·格雷奇。这支乐队一共发行了一张唱片。1969年6月7日在伦敦的海德公园举行了一场露天演唱会，听众达10万人。同年7月在美国举行演出。之后，这支乐队的第一张也是唯一的一张唱片《盲目信仰》正式发行。这张唱片准备仓促，第二面只收录了两首歌曲，其中一首是长达15分钟的「做你想做的」。唱片有两首经典之作：温伍德的「找不到回家的路」和克莱普顿的「贵族的出场」。乐队成立了一年就解散了，当时克莱普顿已经厌倦了聚光灯，他希望能做一些类似樂團合唱團的音乐。
克莱普顿决定转向幕后一段时间，为美国《德莱尼和邦妮和朋友们乐队》伴奏。1969年末他搬到了纽约，和乐队一起工作到1970年初。他与德莱尼·布朗姆莱特结为好友，布朗姆莱特鼓勵他继续唱歌和写作。
在布朗姆萊特的樂隊和其他好友的伴奏下，1970年克萊普頓的第一張獨唱大碟發行，大碟以他的名字《埃裡克·克萊普頓》命名。其中收錄了布朗姆萊特的作品「紅酒瓶」和其他克萊普頓精選曲目，如「讓它下雨」。大碟中的傑傑·凱爾創作的歌曲「午夜之後」還出人意料地登上了美國歌曲排行榜冠軍。
这段时期克莱普顿还经常出现在其他艺术家的大碟裡作为伴奏，如乔治·哈里森的《万物必将消逝》专辑和约翰博士的《太阳月亮和香草专辑》。

### 吉他和慢手
克萊普頓一直使用的電吉他，是在雛鳥樂隊演奏就使用芬達·遠程，還有一把芬達·爵士，另有一把雙切的吉普森·6120和一把1964年的吉普森·紅櫻桃。在1965年中期，他從倫敦的一家吉他店購買了一架二手的陽光黃金亮面的Gibson Les Paul（吉普森·萊斯·保羅）吉他，克萊普頓評論了吉他頸的苗條，這說明它是一把1960年生產的型号，1967年以前他還使用1964生產的吉普森·SG，1968年購買了吉普森·火鳥。1970年在美國田納西州納許維爾他與德雷克·多米洛樂團巡迴演出時，在一家Sho-bud吉他店買了6把Fender Stratocaster（芬達·星），其中三把分送給喬治·哈里森，史蒂夫·溫伍德，皮特·湯申德各一把。克萊普頓拆解剩下的三把，自己組合成一把，稱為黑衣（Blackie），黑衣成為他在1985年最喜歡的舞台吉他，直到2004年6月24日在紐約佳士得以959,500美元拍賣，繼續用於安提瓜十字路口酒精毒品戒治中心，黑衣和另外的吉他拍賣所得，和多種知名吉他品牌簽名複製品收入也都捐出。在1999拍賣吉他所得已經超過500萬美元，陸續再拍賣多把吉他，2011在紐約拍賣會上超過150件物品，克萊普頓再募集超過215萬美元，加上後來的十字路口音樂節相關收入，都繼續轉入安提瓜十字路口藥物康復中心。
早在1963年克萊普頓當雛鳥樂隊的主音吉他手時，當時後續在英國的現場演出超過200多場，克萊普頓常常推弦用力過猛，常把第一弦及其他高音弦給推斷，現場由其他同團樂手繼續演奏，他則從容緩慢在舞台上更換吉他弦，觀眾在台下Applause（Slow clap）的場景常常出現，觀眾帶著鼓勵也有不耐久等的緩慢鼓掌，克萊普頓常自嘲好像在自家玩音樂，因為此緣故，英國觀眾給克萊普頓取了Slowhand（慢手）的暱稱，並不是在說他的彈奏速度慢。1977年克萊普頓還以他的暱稱慢手為名出了專輯。

### 德雷克和多米诺乐團
克莱普顿接管了德莱尼和邦妮乐團的演奏部门，键盘手鲍比·惠特洛克、贝斯手卡尔·雷德尔和鼓手吉姆·高登，组建了一个新的乐队，很快吸引了大群歌迷。起初樂隊没有正式命名，只是简单地叫做「艾力·克萊普頓和朋友们乐队」。乐队正式名称「德雷克和多米诺乐團」他的产生只是一个偶然。乐队成员惠特洛克解释是由于乐队前成员托尼·艾什顿误读了臨時名称「艾力和多米諾」而来。而在克莱普顿的传记中有另外一个解释：艾什顿建議将乐队命名為「德爾和多米诺乐队」，德爾是克莱普顿的暱稱。德爾和艾力组合在一起，就成了最後的名字「德雷克和多米諾樂團」。
克萊普頓和喬治·哈里森關係密切，因而結識了哈里森的妻子貝蒂·伯伊德。克萊普頓一下子就愛上了她然而遭到拒絕。之後，克萊普頓發行了德雷克和多米諾樂團的最重要的專輯《萊拉和其他情歌》，其中單曲「萊拉」登上了排行榜冠軍。歌曲來源於亞塞拜然詩人尼扎米的巨作《萊拉和瑪吉努》，講訴12世紀波斯的一個愛情故事，一位年輕男子愛上一位美麗的女子，他由於不能娶到她而幾乎瘋狂。克萊普頓被這個故事深深感動，他覺得自己和貝蒂就是故事裡的萊拉和瑪吉努。
这张精彩的唱片是乐队在迈阿密的一个音乐工作室和大西洋唱片传奇制作人汤姆·唐德一起录制的，现在被认为是克莱普顿的巅峰之作。「萊拉」一共录制了两次，第一次录制的是吉他伴奏部分，几个月后，第二次录制的是鼓手吉姆·高登的编曲并弹奏的哀伤的钢琴部分。
「萊拉」錄製期間，唐德邀請克萊普頓參加歐曼兄弟樂團在邁阿密舉行的室外音樂會。演唱會結束後，克萊普頓在後臺認識了杜安·奧爾曼，兩位吉他手以前就相互慕名已久，認識後更是相見恨晚。兩人一起彈奏了整整一夜，成為密友。克萊普頓馬上邀請奧爾曼加入德雷克和多米諾樂團，成為第五位成員。
在克莱普顿和奥爾曼認識之前多米诺乐團已经錄製了3首歌曲：分别是「我望向遠方」、「喇叭褲藍調」和「继续成长」。奥爾曼从第四首歌曲「没有人知道什么时候你会失败」开始加入唱片的錄製，他弹奏的滑音管吉他熱烈奔放，技巧高超。这张唱片有浓重的藍調風格，双吉他伴奏完美无瑕。音樂評論家后来发现，在双吉他的乐队裡，克莱普顿演奏得最好，他和奥爾曼的合作就是一个经典的例子。

在樂團短暂的生涯中，災難不断。在那段时期，克莱普顿得知好友吉米·亨德里克斯逝世，痛不欲生。8天后樂隊錄製了快速版「小翅膀」來纪念亨德里克斯。一年后，在乐队第一场美国演唱会前夕，杜恩·奥爾曼葬身于一場摩特車車禍。失去了成员的乐队繼續完成了美国演唱会。更糟的是，「萊拉」刚开始发行很不成功，市场反应冷淡。
在他们着手準備第二张唱片的时候，樂團内部出现矛盾，在倫敦解散了。雷德爾继续作他的贝斯手直到1979年夏天（雷德爾于1980年5月逝世，死于酒精和麻醉品）。克莱普顿和惠特洛克的矛盾很深，直到2003年两人才再度携手同台演出。
樂隊的另一个悲剧是關於鼓手吉姆·高登。数年以后，高登可能患上了精神分裂症，不过没有最后確診。他用一把榔頭殺死了他的母親，被判处14年监禁。几年后，高登被送到一个医疗中心，直到今天。

### 摆脱毒品
在他成功的同时，克莱普顿的个人生活在1971年底是一团糟。在追求贝蒂没有结果的情况下，他将注意力转到录制唱片，并回到家乡萨里郡表演来远离社会。在那里他接受了系统的海洛因治疗，其间只在1971年8月参加了孟加拉慈善音乐会。1973年1月，谁人乐队的皮特·湯申德在伦敦彩虹剧院为克莱普顿组织了一场回歸音乐会，庆祝他成功摆脱毒瘾。
1970年代中期，克萊普頓和貝蒂生活在了一起（直到1979年他們才正式結婚）。克萊普頓組織了一支新的樂隊，彙集老友雷德爾，吉他手喬治·特裡、鼓手傑米·奧達克、歌手伊馮娜·埃利曼和馬斯·萊維。這支樂隊於1974年錄製了專輯《461海洋林蔭大道》，唱片主要是一些簡潔的歌曲，主打曲目「我射殺警長」登上了排行榜首，使雷鬼樂和巴布·馬利的音樂擴大了聽眾群。樂隊在全球巡迴演唱，很快于1975年發行了現場錄音大碟《E.C.曾經在這裡》。
1976年11月26日，克莱普顿参加了乐队合唱团的告别演唱会。这是他自奶油乐队的告别演唱会后8年来第二次参加告别演唱会。
克萊普頓零星地錄製唱片並經常參加演出，這段時期他主要的作品包括和巴布·狄倫一起錄製的合集《哭泣不需要理由》和專輯《Slowhand》，主打歌「今天美好的晚上」是他為貝蒂·伯伊德創作的另一首歌。另一首由J.J.Cale所作的歌曲可卡因(歌曲)成為藍調搖滾樂的傑作。

### 争议
1976年，克莱普顿是种族主义的争议和谴责对象。事情起源于他在伯明翰市的一场演唱会表示反对增加移民。同时，他还宣称支持有争议的政治家伊诺克·鲍威尔。大卫·鲍伊和其他音乐人也发表了类似言论。这些言论引发了英国的摇滚反对种族主义运动。
在2004年接收一家杂志的采访时，克莱普顿说到：「我绝对不是种族主义者…这没有任何意义。」他认为政治观点和音乐没有任何关联，他很喜欢黑人音乐。他把当时的言论认为是自己酗酒的产物。
1980年代後期，克萊普頓的樂隊裡增加了四名黑人樂手：貝斯手南森·伊斯特、鍵盤手葛列格·菲利格內斯、鼓手史蒂夫·費諾內和伴唱卡蒂·基森。之前他也和很多黑人樂手合作過，如巴迪·蓋伊等。這是第一次他的樂隊的正式成員不是全部白色人種。支持他不是種族主義的人還指出他曾經和加勒比黑人超級模特奧米·坎貝爾約會，並在加勒比海的安提瓜島居住了很多年。

### 归来
1970年代末，克莱普顿转向流行音乐，并且故态复萌，开始酗酒，导致住院治疗，在安提瓜岛修养了一段时间。后来他协助建立了一个毒品和酒精的治疗中心，十字路口中心。
1981年，應制作人馬丁·李維斯的邀請，他參加了國際特赦組織的慈善演出。這幾場演出預示著克萊普頓的歸來。
1984年，他为羅傑·沃特斯的个人专辑伴奏，在专辑发布后和沃特斯一起巡回演出。他们一直保持着深厚的友谊，2005年再度携手参加海啸救济基金义演。2006年5月20日，两人又一起在海克利尔城堡为支持农村联盟演出，表演了「願你在此」和「Comfortably Numb（舒適的麻木）」。
1980年代，克莱普顿持续推出新作，包括两张由菲爾·柯林斯制作的唱片，一张是于1985年推出的《太阳后面》，其中有两首热门金曲，「永远的男人」和「她在等待」。另一张唱片是于1986年推出的《八月》。
《八月》，带有菲爾·柯林斯鲜明风格的鼓点的完美演绎，至今为止是克莱普顿在英国销量最好的一张唱片，使他在音乐上的成就达到一个新的位置。第一面第三首歌曲「它伴你一路前行」登上排行榜冠军，是湯姆·克魯斯和保罗·纽曼合作的电影「金钱本色」的配乐。其他的热门歌曲还有「奔跑」、「撕开美国」和「想念你」。
1985年，克萊普頓和邁克爾·卡曼合作為系列劇「黑暗的邊緣」配樂，一起獲得BBC電視臺英國學院電視獎。
1989年，克萊普頓推出了藝術和商業並重的專輯《熟練工》，歌曲風格從藍調到爵士樂及流行樂。合作者彙集喬治·哈里森、菲爾·柯林斯、達利爾·豪、夏卡·康、米克·鐘斯、大衛·桑伯和羅伯特·克雷。

### 悲剧重演
1984年，當時的克萊普頓和貝蒂仍然維持著婚姻關係，他開始和伊馮·凱利交往，並於1985年1月生下一個女兒，取名露絲。克萊普頓和伊馮沒有對外公開孩子的出生。1989年颶風雨果席捲了蒙瑟拉特島島， 伊馮作為常務董事的「喬治馬丁爵士和約翰伯吉斯錄音室」也因而關閉。伊馮和露絲搬回了英格蘭，埃裡克的秘密女兒的故事也被報紙披露。露絲在克萊普頓1998年的專輯《朝聖》裡說了一句歌詞。
1986年8月克莱普顿和意大利模特劳丽·黛尔·桑托的儿子康纳出生（当年的专辑《八月》就是以他儿子的生日命名）。
克莱普顿和贝蒂于1989年正式离婚。
1990年代，悲劇兩度降臨到克萊普頓的生活。1990年8月27日，曾和克萊普頓合作的吉他手史蒂夫·雷·沃恩和其他兩位成員在一次直升機空難中逝世。不久，1991年3月20日上午11點，只有四歲半的康納，由於保姆的不慎，從他母親在紐約的53層公寓的窗戶摔落。克萊普頓把喪子之痛寫入單曲「淚灑天堂」。這首曲子也是電影「亂」的主題曲，後來被收錄在專輯《不插電》，獲得葛萊美獎。歌中唱道：
「你會記得我的名字嗎，假如我在天堂遇見你？
你我還能像從前一樣嗎，假如我在天堂遇見你？
我一定會堅強前行，我知道我並不屬於天堂⋯⋯」

### 新的成就

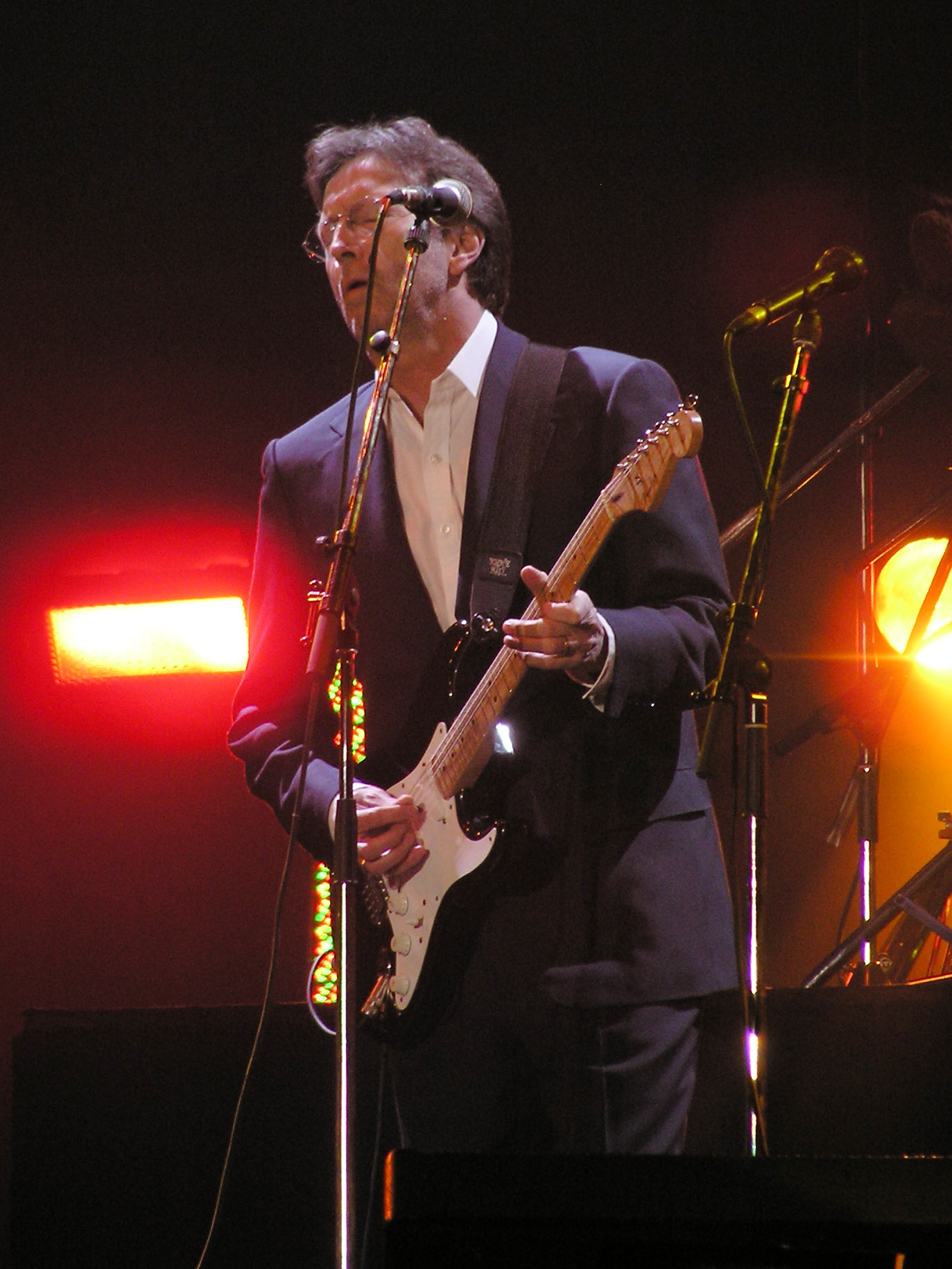
克莱普顿2006年演唱会

1996年，克萊普頓與娃娃臉一起為電影「現象」創作的「改變世界」，獲得了1997年葛萊美獎最佳年度歌曲大獎。1997年他錄製了一張電子音樂專輯《零售療法》。次年，他發行了專輯《朝聖》。
1996年，克莱普顿和歌手及歌曲作者雪瑞兒·可洛交往。两人的情侣关系维持时间不长。謠傳雪瑞兒寫的歌曲「我最爱的錯誤」就是描写他们之间的爱情的。到现在两人还保持着友谊。
1999年，54歲的克萊普頓在洛杉磯結識了年僅23歲的繪畫師瑪利亞·麥克埃納裡。他們於2002年在克萊普頓的家鄉力普雷聖瑪利亞·抹大拉教堂結婚。他們一共有三個女兒，朱莉·羅斯（2001年出生）、艾拉·梅（2003年出生）和索菲（2005年出生）。他為她們創作了歌曲「三個小女孩」。
2001年克莱普顿发行大碟《卑鄙》。
2002年10月，克萊普頓策劃了在皇家亞伯特廳舉行的喬治音樂會，以紀念喬治·哈里森逝世一周年。音樂會彙集了保羅·麥卡特尼、林格·斯塔、傑夫·琳恩、湯姆·佩蒂等巨星。
2003年克莱普顿在日本举行了巡回演唱会。同年，滾石杂志评选最伟大的一百位艺术家，克莱普顿排名53位。在这个名单裡，他在仍然健在的吉他手裡面排名第二，位于B.B.king之後。
2004年，克萊普頓一共推出兩張大碟來紀念傳奇藍調音樂家羅伯·強生。專輯《我和強生先生》收錄了「徒勞的愛」、「最後的公平消失了」和「他們是火熱的」。另一張專輯《羅伯·強生的時間》發行于同年12月，收錄了一些沒有被「我和強生先生」採用的曲目。
2006年11月7日，他与J.J.卡尔合作，发行了专辑《通往埃斯孔迪多之路》。这张CD一共收录14首歌，于2005年8月在加利福尼亚录制，包括布鲁斯、摇滚和乡村音乐。这张专辑受到了全球歌迷的欢迎。
克萊普頓的正式回憶錄，由克裡斯多佛·西蒙·賽克斯撰寫，將於2007年出版。據報導在2005年的法蘭克福書展以400萬美金價格成交。

## 音乐引路人
克莱普顿和许多艺术家合作过。他提到弗雷德·金、B.B.金、艾伯特·金、巴迪·盖伊等人对他的吉他演奏影响很大，尤其是羅伯·強生。在纪念专辑「我和強生先生」的衬页写道：「值得注意的是，我的音乐生涯中有一个人对我启蒙和影响很大…我一直认为这是我音乐基础的关键…我说的是羅伯·強生。」
在埃里克·克莱普顿写的《走近羅伯·強生》一文中，他再度提到：「我认为羅伯·強生是最伟大的藍調音乐家。他毫无疑问是过去30年来将我带入音乐殿堂的人，我从未发现比羅伯·強生更充满激情的人。他的音乐裡有最具力量的呼喊…」

## 寻找父亲
虽然克莱普顿的祖父母将他身世的真相全部告诉他，然而他父亲的确切身份在很多年后还是一个谜。克莱普顿只知道他父亲叫做爱德华·弗赖尔，没有其他更多的訊息。这是克莱普顿焦虑不安的源泉，在他1988年的作品「父亲的眼睛」中他写道：「我是如何来到世间？什么时候我所有的愿望可以实现？...当我看到我父亲的眼睛。」
一个多伦多的叫麦克尔的旅行者，开始着手揭开谜团。他调查了加拿大军队的服役档案，并寻找所有名字为爱德华·弗赖尔的人，终于找到了真相。他父亲全名为爱德华·瓦特·弗赖尔，于1920年3月21日在蒙特利尔出生，于1985年5月15日在北约克逝世。弗赖尔是一个音乐家（钢琴和萨克斯），他终生流浪，几度结婚，并育有几个孩子。显而易见，他从来不知道自己是埃里克·克莱普顿的父亲。

## 吉他
克莱普顿的电吉他的故事和他个人经历一样著名，他和披頭四、吉米·亨德里克斯一起为电吉他的流行起了很重要的推进作用。
在他演艺生涯早期，他同时使用吉布森和芬达的吉他。在1965年中，当他买了一把产于1960年的Gibson Les Paul吉他后，他成为吉布森演奏者，他在「约翰·梅奥尔和布鲁斯破坏者乐队」期间用的就是这把吉他。
在奶油乐队的时候，他那把珍贵的吉布森保罗标准吉他不幸被盗，他继续使用吉布森其他吉他，如Gibson Firebird和Gibson ES-335。不过他最有名的吉他莫过于1964年的Gibson SG。那把吉他以特别的迷幻的外观而闻名。1967年早期，在他们第一次美国演唱会之前，克莱普顿的SG，布鲁斯的Fender VI電吉他还有贝克的鼓都重新油漆成流行的迷幻色彩。
克莱普顿在披头士的专缉「当我的吉他轻声哭泣」中用的是一把吉布森保罗吉他。他把他的SG吉他借给了歌手杰克·罗马克思，不久以后罗马克思将吉他以500美元的价格卖给了音乐人托德·朗德格伦，朗德格伦将吉他重新整修，取名为「阳光」，名字来源于歌曲「爱的阳光」。朗德格伦十分喜爱这把吉他，在1970年代中期一直使用它，直到1977年让它退役。2000年他又重新维修了这把吉他，在一次拍卖会上以15万美金价格售出。
在克莱普顿沉迷于海洛因的1969年到1974年间，他不得不出售他收集的一些吉他来支付毒资。好友Pete Townshend不忍心看着他将自己最心爱的珍藏出售，决定帮助他摆脱毒瘾。
另一件将克莱普顿的吉他和汤森德联系在一起的轶事发生在海德摇滚咖啡店。1971年，克莱普顿是伦敦海德公园旁海德摇滚咖啡店的常客。他把自己的一把签名吉他送给了咖啡店，以证明这是自己最喜欢的一个地方。汤森德也将自己的一把吉他签上「我的和他的一样好，佩特。」自此，收集珍贵纪念品，成了海德摇滚咖啡店特殊的风气。
之后，克莱普顿在别人的影响下开始使用Fender Stratocaster。第一把是「布朗尼」。1971年专辑「莱拉和其他情歌」用的就是这把吉他。之后，他换成了「布莱克」，也是克莱普顿最出名的吉他之一，一直使用到1985年吉他报废为止。
1988年，芬达公司推出以克莱普顿命名的吉他-「Eric Clapton Fender Stratocaster」，同时获得这一荣誉的还有英格威·玛尔姆斯汀。
1999年，克莱普顿拍卖了他收藏的一些吉他，总计5百万美金，捐给了安提瓜的十字路口中心，这是他于1997年创立的得一个医疗中心，专门治疗毒瘾者和酗酒者。2004年，克莱普顿参加了十字路口中心吉他节，为中心义演筹款。另一次拍卖于2004年6月24日举行，拍品包括奶油乐队收藏的吉他和其他好朋友赠送的吉他，总共筹得7,438,624美元。

## 其他场合的露面
克莱普顿的名字经常出现在其他音乐家的唱片中。如險峻海峽的「手足情深」专辑等。
2007年3月，他出现在RealNetworks 狂想曲 (在线音乐销售网络)的广告中。

## 埃里克·克莱普顿配乐的电影
- 1984年电影「金錢本色」收录了「它伴你一路前行」。这首歌曲是克莱普顿和罗比· 罗伯特森一起创作的。这首歌先出现在电影配乐裡，之后收录到克莱普顿的唱片中。
- 1990年电影「好伙伴」收录了克莱普顿两首歌：德雷克和多米诺乐队的「莱拉」和奶油乐队的「爱的阳光」。[30]奇怪的是，「莱拉「采用的不是由克莱普顿的吉他和弦伴奏，而是采用吉姆·高登的钢琴伴奏。
- 1991年克莱普顿为电影「乱」（Rush）配曲。

## 專輯
- 1970 Eric Clapton
- 1972 The History of Eric Clapton
- 1972 Eric Clapton at His Best
- 1973 Clapton
- 1973 Live at the Fillmore (Derek & The Dominos Live 1970)
- 1973 Eric Clapton's Rainbow Concert (Live 1973)
- 1974 461 Ocean Boulevard
- 1975 There's One in Every Crowd
- 1975 E.C. Was Here (Live 1975)
- 1976 No Reason to Cry
- 1977 Slowhand
- 1978 Backless
- 1980 Just One Night (Live 1979)
- 1981 Another Ticket
- 1982 Time Pieces: Best Of Eric Clapton
- 1983 Money and Cigarettes
- 1984 Too Much Monkey Business (The Yardbirds Live)
- 1984 Backtrackin'
- 1985 Behind the Sun
- 1986 August
- 1987 The Cream of Eric Clapton
- 1988 Crossroads
- 1989 Homeboy
- 1989 Journeyman
- 1990 The Layla Sessions
- 1991 24 Nights (Live 1990)
- 1992 Rush
- 1992 Unplugged
- 1994 From the Cradle
- 1995 The Cream of Clapton
- 1996 Crossroads 2: Live in the Seventies
- 1998 Pilgrim
- 1999 The Blues (Dobbelt Disc Set)
- 1999 Clapton Chronicles: The Best of Eric Clapton
- 2000 Riding With the King (med B.B. King)
- 2001 Reptile
- 2002 One More Car, One More Rider (Live 2001)
- 2004 Me and Mr. Johnson
- 2004 Sessions for Robert J.
- 2005 Back Home
- 2006 The Road to Escondido (Med J.J. Cale)
- 2010 Clapton
- 2013 Old Sock
- 2016 I Still Do
- 2018 Happy Xmas
- 2024 Meanwhile

## 現場專輯
- The Yardbirds
  - 《Five Live Yardbirds》（1964年12月4日）
  - 《Sonny Boy Williamson and The Yardbirds》（1966年1月7日）
- Cream
  - 《Live Cream》（1970年4月）
  - 《Live Cream Volume II》（1972年3月）
  - 《BBC Sessions》（2003年5月25日）
  - 《Royal Albert Hall London May 2-3-5-6, 2005》（2005年10月4日）
- Delaney & Bonnie
  - 《On Tour with Eric Clapton》（1970年6月）
- The Plastic Ono Band
  - 《Live Peace in Toronto 1969》（1969年12月12日）
- Derek and the Dominos
  - 《In Concert》（1973年1月）
  - 《Live at the Fillmore》（1994年2月22日）
- Eric Clapton
  - 《Eric Clapton's Rainbow Concert》（1973年9月10日）
  - 《E. C. Was Here》（1975年8月）
  - 《Just One Night》（1980年4月）
  - 《24 Nights》（1991年10月8日）
  - 《Unplugged》（1992年8月25日）
  - 《One More Car, One More Rider》（2002年11月5日）
  - 《Live from Madison Square Garden》（2009年5月19日）

## 合輯
- The Immediate All-Stars
  - 《Blues Anytime I》（2006年）
  - 《Blues Anytime II》（2006年）
- Powerhouse
  - 《What's Shakin'》（1966年）
- Cream
  - 《Best of Cream》（1969年）
  - 《Heavy Cream》（1972年10月9日）
  - 《Strange Brew》（1983年）
  - 《The Very Best of Cream》（1995年）
  - 《20th Century Masters》（2000年2月29日）
  - 《Gold》（2005年4月）
- Vivian Stanshall and the Sean Head Showband
  - 《New Tricks》（2000年）
- Eric Clapton
  - 《The History of Eric Clapton》（1972年3月）
  - 《Eric Clapton at His Best》（1972年9月）
  - 《Clapton》（1973年）
  - 《Steppin' Out》（1981年）
  - 《Time Pieces: The Best of Eric Clapton》（1982年5月14日）
  - 《Backtrackin'》（1984年5月）
  - 《The Cream of Eric Clapton》（1987年9月）
  - 《Eric Clapton Story》（1991年）
  - 《The Cream of Clapton》（1995年3月）
  - 《Blues》（1999年7月27日）
  - 《Clapton Chronicles: The Best of Eric Clapton》（1999年10月12日）
  - 《Martin Scorsese Presents The Blues: Eric Clapton》（2003年）
  - 《Complete Clapton》（2007年10月9日）
  - 《Clapton》（2010年）

## 套組
- Cream
  - 《Those Were the Days》（1997年9月23日）

Eric Clapton
- Bonzo Dog Band
  - 《Cornology》（1992年7月13日）
- Derek and the Dominos
  - 《The Layla Sessions: 20th Anniversary Edition》（1990年9月）
- Eric Clapton
  - 《Crossroads》（1988年4月）

## 原聲帶
- 《Back to the Future: Music from the Motion Picture Soundtrack》（1985年7月8日）
- 《Edge of Darkness》（1985年11月）
- 《Lethal Weapon》（1987年）
- 《Homeboy》（1988年）
- 《Lethal Weapon 2》（1989年）
- 《Rush》（1992年1月14日）
- 《Lethal Weapon 3》（1992年6月9日）
- 《Phenomenon》（1996年）
- 《Lethal Weapon 4》（1998年）
- 《The Story of Us》（1999年）